# Limnephilus cockerelli
Limnephilus cockerelli là một loài Trichoptera trong họ Limnephilidae. Chúng phân bố ở miền Tân bắc.